# Midori (train)
Pour les articles homonymes, voir Midori.
Le Midori (みどり) est un train express existant au Japon et exploité par la JR Kyushu, qui relie les villes de Fukuoka et de Sasebo. Son nom signifie verdure en japonais.

## Gares desservies
Le Midori circule de la gare de Hakata à la gare de Sasebo en empruntant les lignes Kagoshima, Nagasaki et Sasebo. Il peut être couplé avec un train Huis Ten Bosch entre Hakata et Haiki.
| Nom des gares     |
| ----------------- |
| Hakata            |
| Futsukaichi*      |
| Tosu              |
| Shin-Tosu         |
| Yoshinogari-kōen* |
| Saga              |
| Kōhoku            |
| Takeo-Onsen       |
| Arita             |
| Haiki             |
| Sasebo            |

Les gares marquées d'un astérisque ne sont pas desservies par tous les trains.

## Matériel roulant
Les services Midori sont effectués par des rames séries 783 et 885. Ils étaient autrefois effectués par des rames séries 481 et 485.

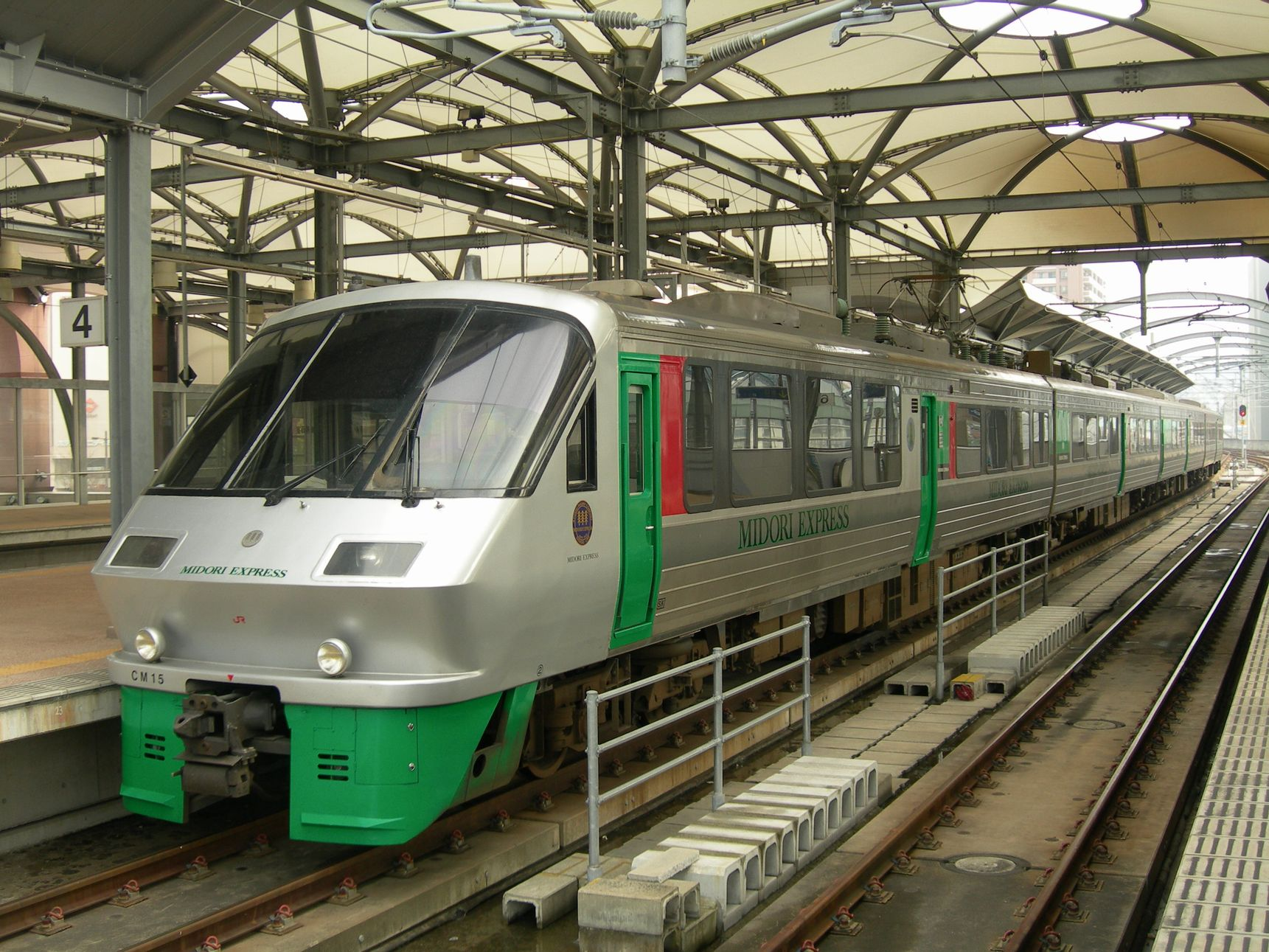
Série 783
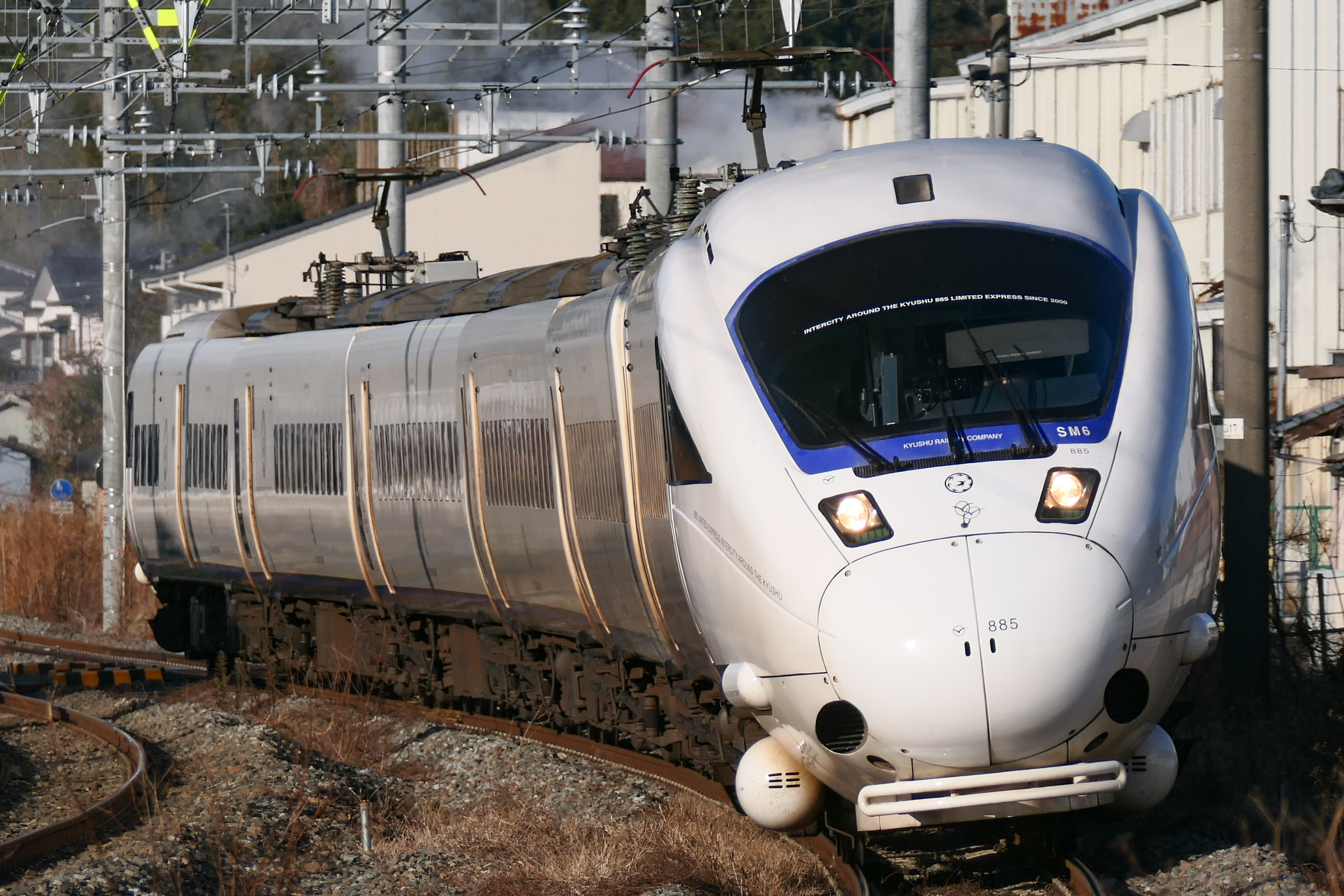
Série 885
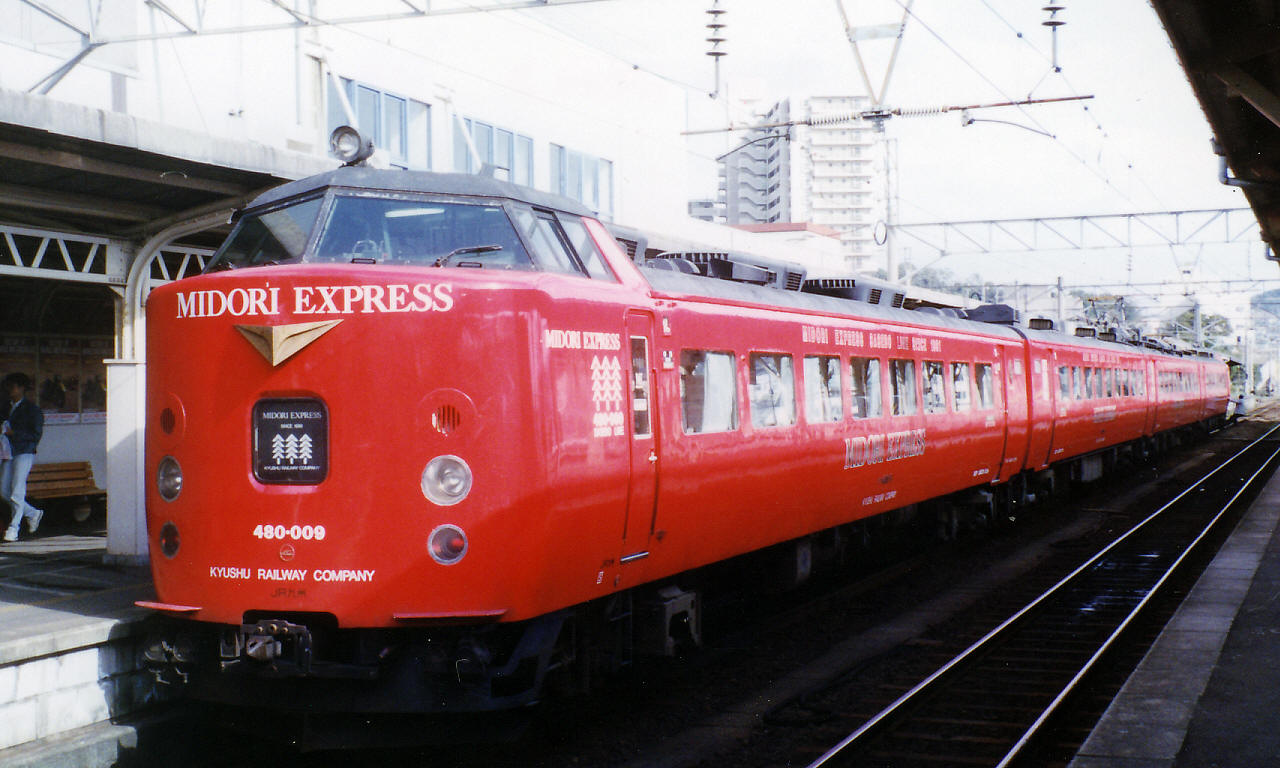
Série 485
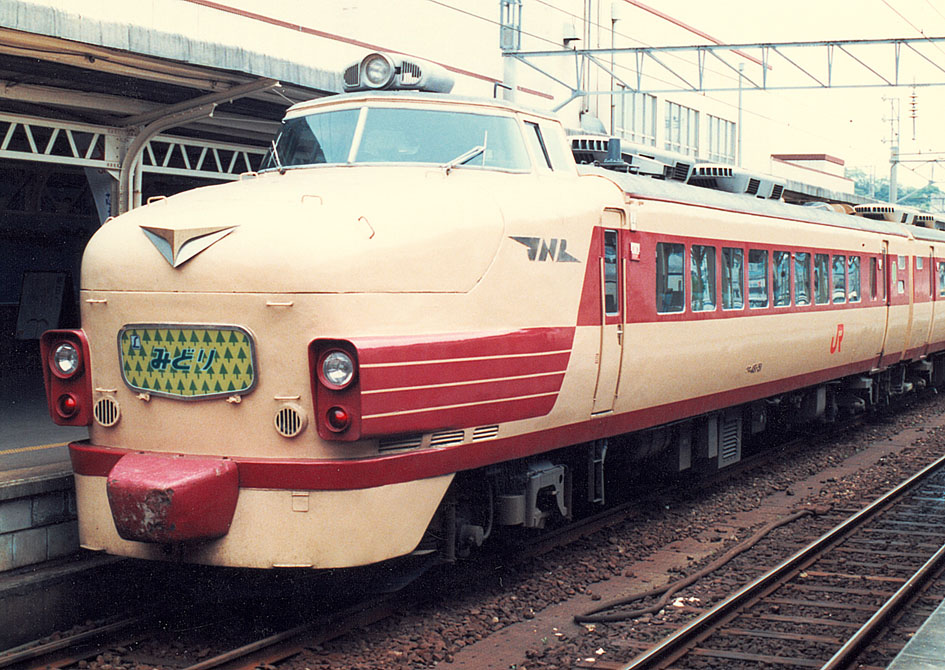
Série 481